# Numero felice
Un numero felice è definito tramite il seguente processo: partendo con un qualsiasi numero intero positivo, si sostituisca il numero con la somma dei quadrati delle sue cifre, e si ripeta il processo fino a quando si ottiene 1 (dove ulteriori iterazioni porteranno sempre 1), oppure si entra in un ciclo che non include mai 1. I numeri per cui tale processo dà 1 sono numeri felici, mentre quelli che non danno mai 1 sono numeri infelici. I numeri felici sono infiniti; è infatti evidente che, ad esempio, tutte le potenze di 10 siano numeri felici. I numeri felici non hanno una densità asintotica definita; questo significa che al crescere di n, la percentuale di numeri felici da 1 a n non tende a un valore costante ma continua a oscillare all'interno di una fascia di valori. La densità inferiore è minore del 12% e quella superiore maggiore del 18%

## Definizione formale
Dato un numero {\displaystyle n=n_{0}}, si definisca una sequenza {\displaystyle n_{1},n_{2},\ldots } dove ogni {\displaystyle n_{i+1}} è la somma dei quadrati delle cifre di {\displaystyle n_{i}}. Allora {\displaystyle n} si dice felice se questa sequenza porta a 1.
Un numero è felice se e solo se tutti i numeri della sua sequenza sono felici.
Ad esempio, 7 è felice, e la sequenza ad esso associata è:
72 = 49
42 + 92 = 97
92 + 72 = 130
12 + 32 + 02 = 10
12 + 02 = 1.
I numeri felici più piccoli sono
1, 7, 10, 13, 19, 23, 28, 31, 32, 44, 49, 68, 70, 79, 82, 86, 91, 94, 97, 100, 103, 109, 129, 130, 133, 139, 167, 176, 188, 190, 192, 193, 203, 208, 219, 226, 230, 236, 239, 262, 263, 280, 291, 293, 301, 302, 310, 313, 319, 320, 326, 329, 331, 338, 356, 362, 365, 367, 368, 376, 379, 383, 386, 391, 392, 397, 404, 409, 440, 446, 464, 469, 478, 487, 490, 496.

## Comportamento della sequenza
Se {\displaystyle n} non è felice, allora la sua sequenza non termina con 1. Ciò che accade è che la sequenza entra nel ciclo
4, 16, 37, 58, 89, 145, 42, 20, 4, ...
Per comprendere questo fatto, si noti dapprima che se {\displaystyle n} ha {\displaystyle m} cifre, allora la somma dei quadrati delle sue cifre è al massimo {\displaystyle 81m}. Da {\displaystyle m=4} in poi,
{\displaystyle n\geq 10^{m-1}>81m}
dunque qualsiasi numero maggiore di 1.000 diventa sempre più piccolo durante il processo. Una volta sotto il numero 1.000, il numero per cui la somma dei quadrati delle sue cifre è maggiore è 999, ed il risultato è 3 volte 81, ovvero 243.
- Nell'intervallo da 100 a 243, è il numero 199 a produrre il valore successivo più grande, 163.
- Nell'intervallo da 100 a 163, è il numero 159 a produrre il valore successivo più grande, 107.
- Nell'intervallo da 100 a 107, è il numero 107 a produrre il valore successivo più grande, 50.

Analizzando più attentamente gli intervalli [244,999], [164,243], [108,163] e [100,107], si nota come ogni numero maggiore di 99 diventa strettamente più piccolo durante questo processo. Quindi, indipendentemente dal numero con cui si parte, si ottiene sempre un numero minore di 100. Ricerche esaustive hanno mostrato come ogni numero nell'intervallo [1,99] sia felice o entri nel ciclo di cui sopra.

## Primi felici
Un primo felice è un numero felice che è anche primo. I primi felici più piccoli sono 
7, 13, 19, 23, 31, 79, 97, 103, 109, 139, 167, 193, 239, 263, 293, 313, 331, 367, 379, 383, 397, 409, 487  
Si noti che tutti i numeri primi nella forma {\displaystyle 10^{n}+3} e {\displaystyle 10^{n}+9} sono felici.
A giugno 2007, il più grande primo felice conosciuto (che è anche il dodicesimo primo più grande conosciuto) è 
4847 × 23321063 + 1. La sua espansione decimale ha 999.744 cifre. Tale numero è stato scoperto nel 2005 da Richard Hassler nell'ambito del progetto di calcolo distribuito Seventeen or Bust, mentre Jens K. Andersen lo ha identificato come più grande primo felice conosciuto nel giugno 2007.

## Numeri felici in altre basi
La definizione di numero felice dipende dalla rappresentazione decimale (ovvero in base 10) dei numeri. La definizione si può estendere anche ad altre basi.
Per rappresentare i numeri in altre basi, si usa un pedice a destra del numero per indicare la base. Ad esempio, {\displaystyle 100_{2}} rappresenta il numero 4, e 
{\displaystyle 123_{5}=1\cdot 5^{2}+2\cdot 5+3=38}.
Dunque, è semplice dedurre che esistono numeri felici per qualunque base. A titolo di esempio, i numeri
{\displaystyle 1_{b},10_{b},100_{b},1000_{b},...}
sono tutti felici, per qualsiasi base {\displaystyle b}.
Con un ragionamento simile a quello appena illustrato per i numeri decimali felici, si può dimostrare che numeri infelici in base {\displaystyle b} portano a cicli di numeri minori di {\displaystyle 1000_{b}}.  Si può sfruttare il fatto che se {\displaystyle n<1000_{b}}, allora la somma dei quadrati delle cifre in base-{\displaystyle b} di {\displaystyle n} è minore o uguale a
{\displaystyle 3(b-1)^{2}}
che si può mostrare essere minore di {\displaystyle b^{3}}. Questo mostra che, una volta che la sequenza ha raggiunto un numero minore di {\displaystyle 1000_{b}}, rimane sotto {\displaystyle 1000_{b}}, e dunque o entra nel ciclo o raggiunge 1.
In base 2, tutti i numeri sono felici.  Tutti i numeri binari maggiori di 10002 si riducono a valori uguali o minori di 10002, e tutti questi numeri sono felici:
Le quattro sequenze riportate contengono tutti i numeri minori di {\displaystyle 1000_{2}}:
{\displaystyle 111_{2}\rightarrow 11_{2}\rightarrow 10_{2}\rightarrow 1}
{\displaystyle 110_{2}\rightarrow 10_{2}\rightarrow 1}
{\displaystyle 101_{2}\rightarrow 10_{2}\rightarrow 1}
{\displaystyle 100_{2}\rightarrow 1}
Siccome tutte le sequenze terminano col valore 1, si conclude che tutti i numeri in base 2 sono felici. Questo rende la base 2 una base felice.
Le uniche basi felici note sono 2 e 4, anche se ne potrebbero esistere altre.